# Lutsk
Lutsk (Ucraniano: Луцьк, em polaco: Łuck) é uma cidade próxima ao rio Styr no noroeste da Ucrânia. É a capital do Oblast de Volínia, assim como o centro administrativo do Raion de Lutsky, distrito da província. Capital histórica da Volínia. Tem 42 km² de área e sua população em 2020 foi estimada em 217.315 habitantes.

## História

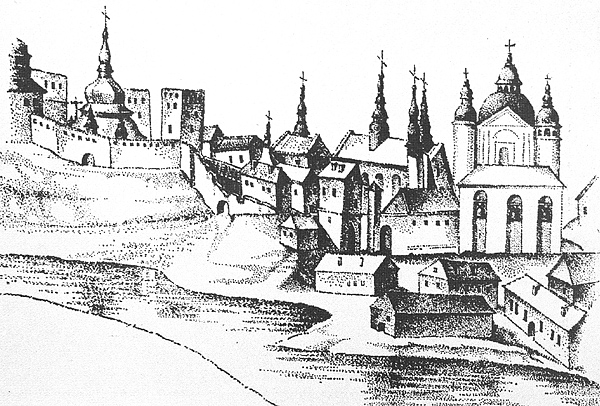
Polonês Łuck no século XVIII

Acredita-se que Luchesk (na língua eslava da época) foi fundada por volta do século VII. Mas as primeiras referências são do ano 1085. A cidade foi capital de Halych-Volynia até a fundação da cidade de Volodymyr-Volynskyi.
A cidade foi fundada em torno de um castelo de madeira construído por uma ramificação local da dinastia Rurik. O baluarte era a capital do ducado, mas desde que não havia nenhuma necessidade para uma capital fixa, a cidade não se transformou em um centro importante de comércio ou cultura. Em 1240 a cidade foi apreendida e pilhada pelos tártaros, mas o castelo não foi prejudicado. Em 1321, George, filho de lev, o último do ramo, morreu em uma batalha contra as forças de Gemidas, Grão-duque da Lituânia, e o castelo foi capturado pelo seu exército. Em 1349 a cidade foi capturada pelas forças de Casimiro III da Polônia, mas foi retomada logo depois pela Lituânia. Parte da Polônia a partir de 1569. Foi a cidade real do Reino da Polônia e a capital da Voivodia da Volínia. Capturado pela Rússia na terceira partilha da Polônia em 1795. Novamente parte da Polônia após reconquistar a independência de 1919 a 1939.

## Imagens

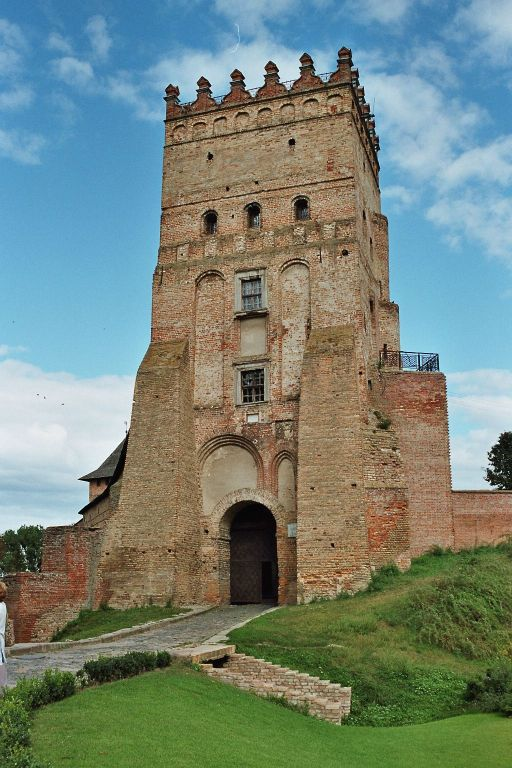
Torre de castelo
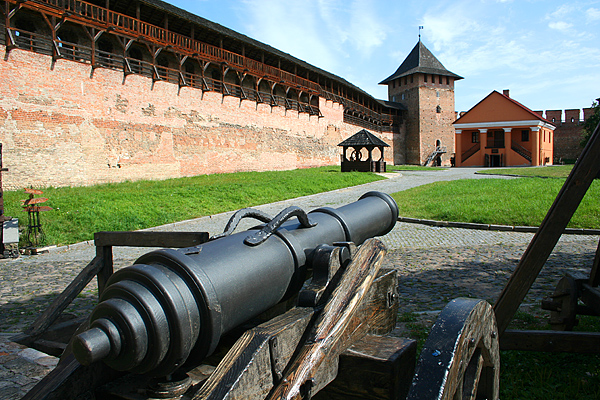
Castelo
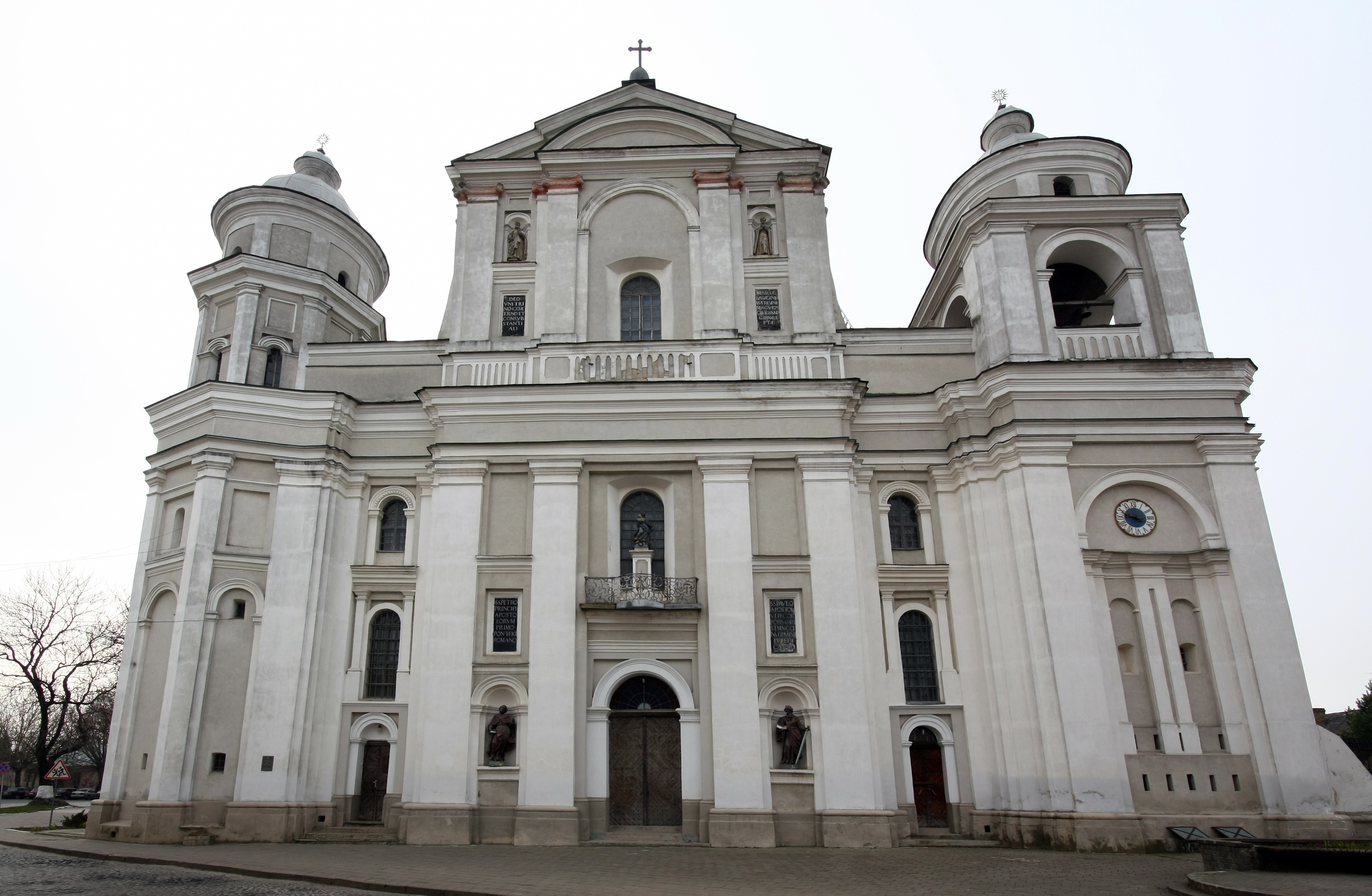
Catedral católica
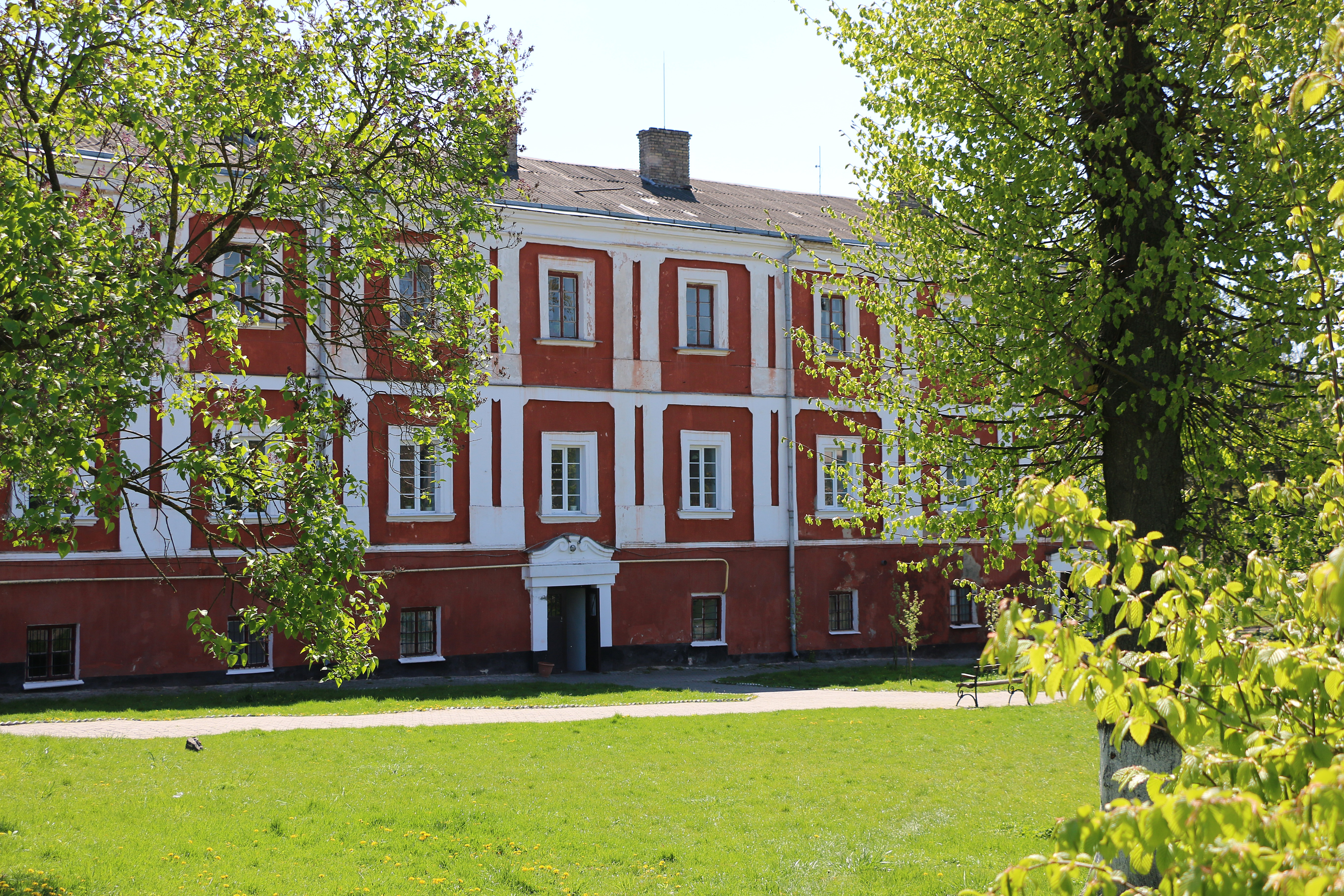
Antigo mosteiro dominicano
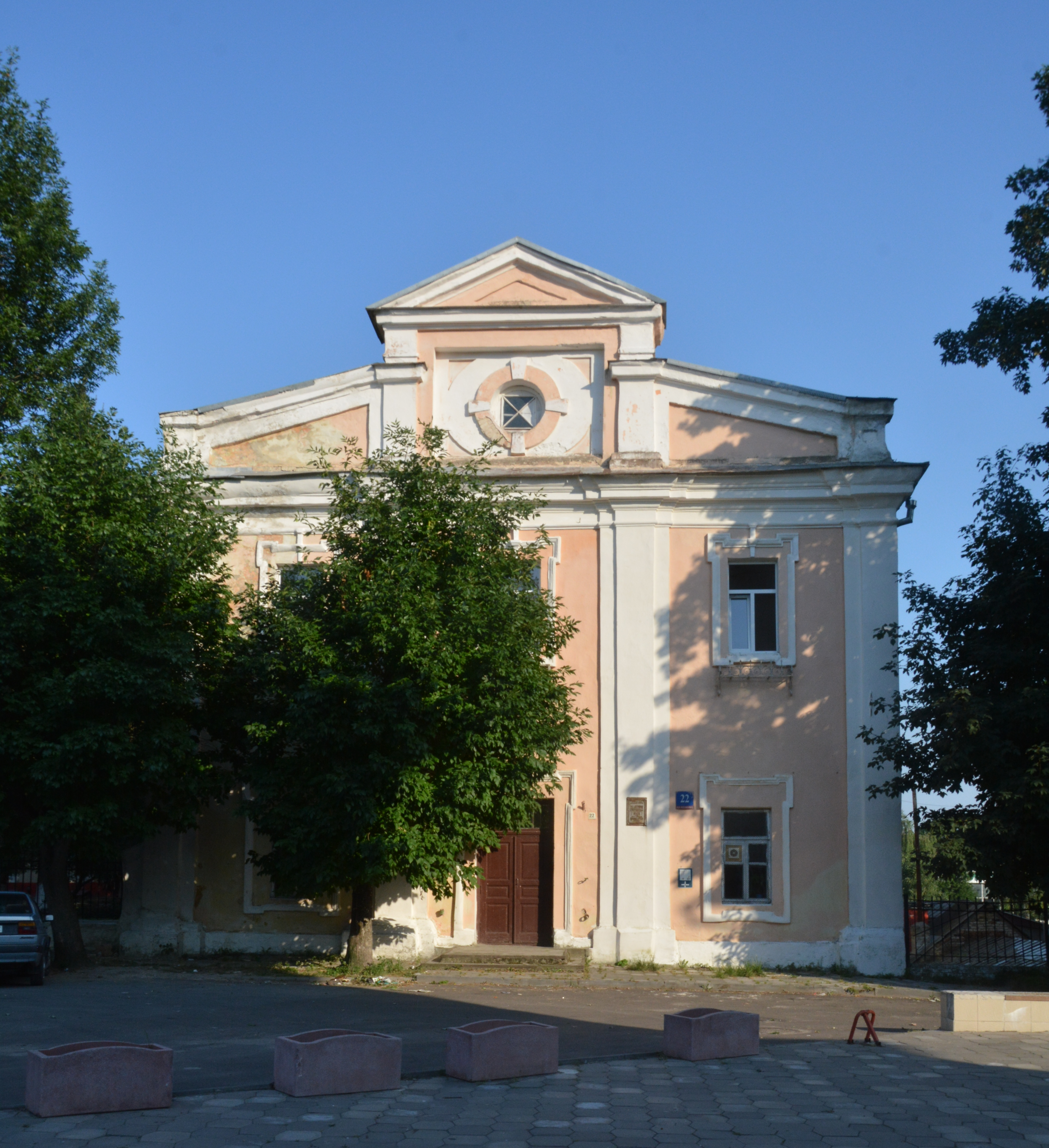
Antigo mosteiro trinitário
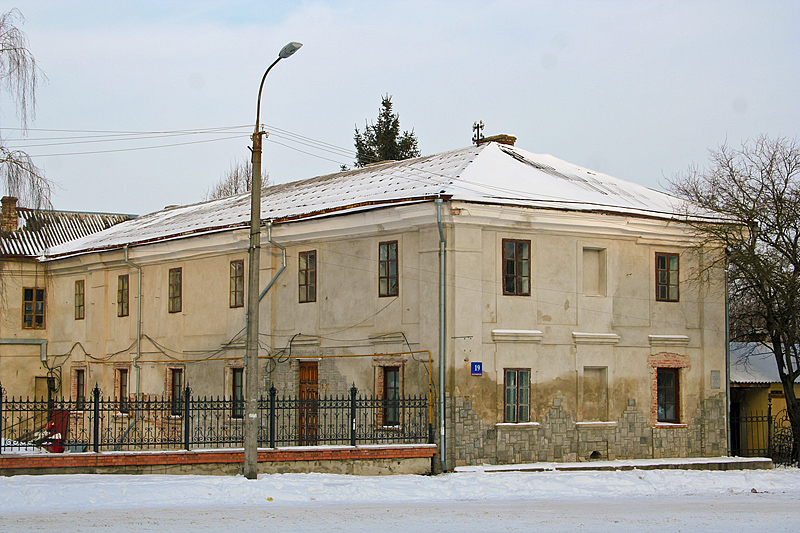
Antigo mosteiro de caridade